# أتسوشي شيمونو
أتسوشي شيمونو (باليابانية: 下野淳؛ بالكانا: シモノ アツシ) هو لاعب كرة قدم ياباني في مركز الوسط، ولد في 27 أبريل 1988 في ياماتو في اليابان. لعب مع نادي ألبيريكس نيغاتا وهاوجانج يونايتد ووودلاندز ويلينغتون.

## وصلات خارجية
- أتسوشي شيمونو على موقع قاعدة بيانات كرة القدم.إي يو (الإنجليزية)
- أتسوشي شيمونو على موقع Soccerway.com (الإنجليزية)